# Амір Аліакбарі
Амір Аліакбарі (перс. امير على‌اكبرى; народився 11 грудня 1987) — іранський борець греко-римського стилю, бронзовий призер та чемпіон світу, чемпіон Азії.

## Життєпис
Боротьбою займається з 2000 року. Був чемпіоном світу 2007 року серед юніорів.
У 2009 став чемпіоном Азії та здобув бронзову нагороду чемпіонату світу серед дорослих. Наступного року став чемпіоном світу.
Пропустив літні Олімпійські ігри 2012 року через те, що провалив допінг-тест та був дискваліфікований.
У 2013 році на чемпіонаті світу з боротьби у ваговій категорії до 120 кг він спочатку виграв золоту медаль, завдяки чому став дворазовим чемпіоном світу. Однак у грудні 2013 року Міжнародна федерація боротьби (FILA) довічно дискваліфікувала Аліакбарі після другого допінгового порушення. Його позбавили золотої медалі, передавши її естонцю Гейкі Набі, який поступився іранцю у фіналі.
Не маючи можливості виступати в греко-римській боротьбі, Амір Аліакбарі вирішив спробувати себе в змішаних єдиноборствах і в 2014 році підписав контракт з американською менеджерською компанією Paradigm MMA Management. У ММА провів 17 поєдинків, вигравши у чотирнадцяти з них і поступившись у трьох.

## Спортивні результати на міжнародних змаганнях

### Виступи на Чемпіонатах світу
| Змагання                        | Збірна | Вагова категорія                  | Місце                  |
| ------------------------------- | ------ | --------------------------------- | ---------------------- |
| Чемпіонат світу з боротьби 2009 | Іран   | греко-римська боротьба, до 96 кг  | Бронза                 |
| Чемпіонат світу з боротьби 2010 | Іран   | греко-римська боротьба, до 96 кг  | Золото                 |
| Чемпіонат світу з боротьби 2013 | Іран   | греко-римська боротьба, до 120 кг | Золото Дискваліфікація |

### Виступи на Чемпіонатах Азії
| Змагання                       | Збірна | Вагова категорія                 | Місце  |
| ------------------------------ | ------ | -------------------------------- | ------ |
| Чемпіонат Азії з боротьби 2009 | Іран   | греко-римська боротьба, до 96 кг | Золото |

### Виступи на Кубках світу
| Змагання                    | Збірна | Вагова категорія                 | Місце |
| --------------------------- | ------ | -------------------------------- | ----- |
| Кубок світу з боротьби 2010 | Іран   | греко-римська боротьба, до 96 кг | 6     |

### Виступи на Універсіадах
| Змагання               | Збірна | Вагова категорія                  | Місце  |
| ---------------------- | ------ | --------------------------------- | ------ |
| Літня Універсіада 2013 | Іран   | греко-римська боротьба, до 120 кг | Срібло |

### Виступи на інших змаганнях
| Змагання                                   | Збірна | Вагова категорія                  | Місце  |
| ------------------------------------------ | ------ | --------------------------------- | ------ |
| Кубок Ядегара Імама 2009                   | Іран   | греко-римська боротьба, до 96 кг  | Золото |
| Золотий Гран-прі з боротьби 2010 (Тбілісі) | Іран   | греко-римська боротьба, до 120 кг | Золото |
| Турнір Г. Картозія і В. Балавадзе 2011     | Іран   | греко-римська боротьба, до 120 кг | Золото |

### Виступи на змаганнях молодших вікових груп
| Змагання                                      | Збірна | Вагова категорія                 | Місце  |
| --------------------------------------------- | ------ | -------------------------------- | ------ |
| Чемпіонат світу з боротьби серед юніорів 2007 | Іран   | греко-римська боротьба, до 84 кг | Золото |